# 美国开国元勋

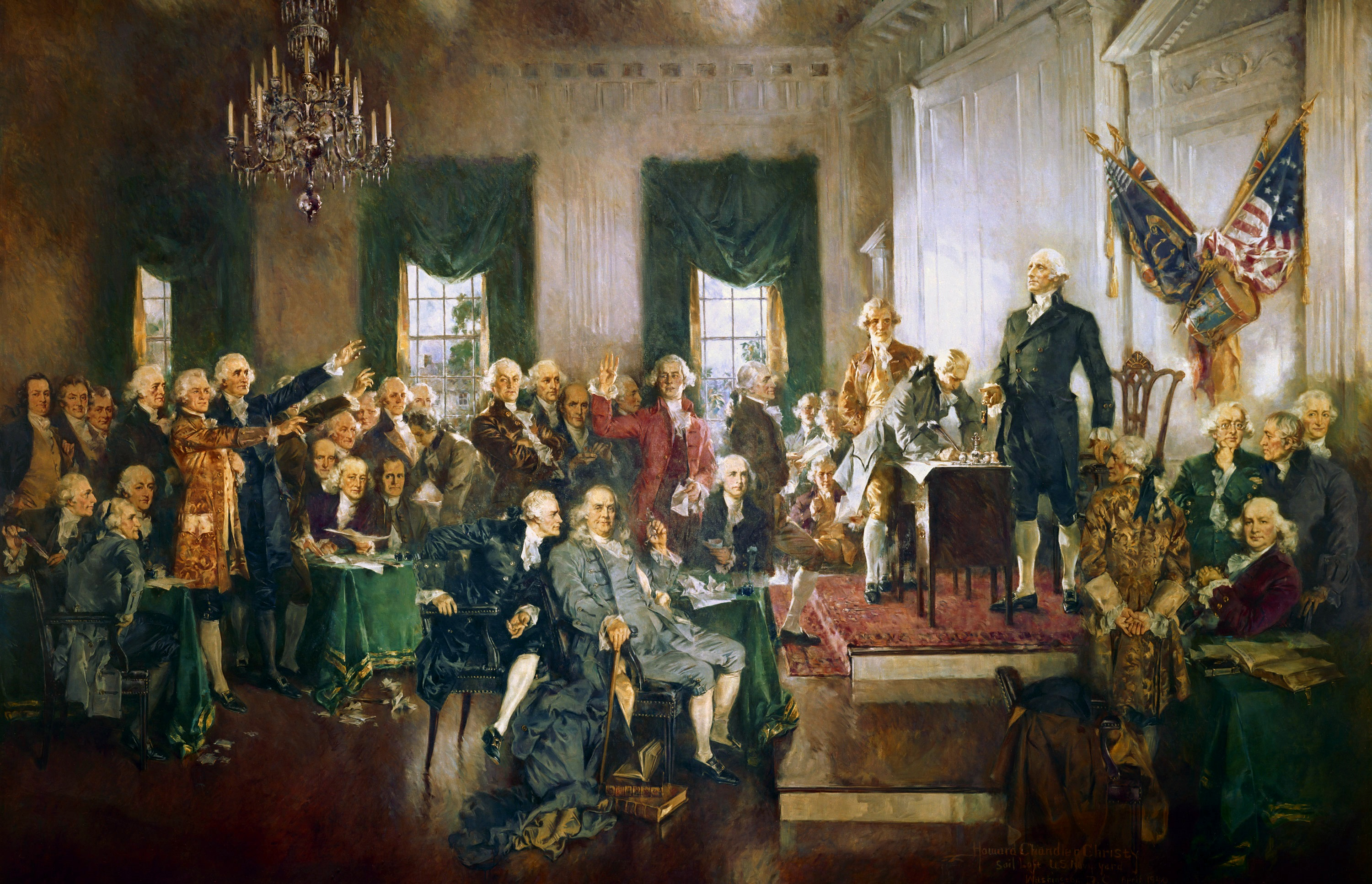
1789年美国宪法签署场景的油畫。

美国开国元勋（英語：Founding Fathers of the United States）是指签署《美國獨立宣言》和《美国宪法》的政治领导人以及参与美国革命的领袖，又譯作美国國父或美国建國先賢。他們是美國的奠基者。广义上是指发起美国革命反抗英国皇室权威及抵制作為北美十三殖民地的人。狭义上指在1776年签署独立宣言的人或者是参与起草宪法的1787年制宪会议諸代表。也可延伸至签署联邦条例的人。
一些历史学家把定义推广至更大的范围，不仅仅包含签署者，同时包括参与美国独立和建国的政治人物、法官、軍人、外交官、和普通市民。史学家 Richard B. Morris 在1973年指明开国元勋的七个关键人物：约翰·亚当斯、 本杰明·富兰克林、亚历山大·汉密尔顿、约翰·杰伊、托马斯·杰斐逊、詹姆斯·麦迪逊和乔治·华盛顿。其中，亚当斯、杰斐逊和富兰克林参与起草独立宣言；汉密尔顿、麦迪逊和杰伊是联邦党人文集的作者。

## 《独立宣言》签署人
| - 约翰·亚当斯 - 塞缪尔·亚当斯 - 乔赛亚·巴特利特 - 卡特·布拉克斯顿 - 查尔斯·卡罗尔 - 塞缪尔·蔡斯 - 亚伯拉罕·克拉克 - 乔治·克莱默 - 威廉·埃勒里 - 威廉·弗洛伊德 - 本杰明·富兰克林 - 埃尔布里奇·格里 - 巴顿·格威内特 - 莱曼·霍尔 | - 约翰·汉考克 - 本杰明·哈里森五世 - 约翰·哈特 - 约瑟夫·休斯 - 小托马斯·海沃德 - 威廉·胡珀 - 斯蒂芬·霍普金斯 - 弗朗西斯·霍普金森 - 塞缪尔·亨廷顿 - 托马斯·杰斐逊 - 弗朗西斯·莱特富特·李 - 理查德·亨利·李 - 弗朗西斯·刘易斯 - 罗伯特·利文斯顿 | - 小托马斯·林奇 - 托马斯·麦基恩 - 阿瑟·米德尔顿 - 刘易斯·莫里斯 - 罗伯特·莫里斯 - 约翰·莫顿 - 小托马斯·纳尔逊 - 威廉·帕卡 - 约翰·佩恩 - 罗伯特·特里特·佩因 - 乔治·里德 - 西泽·罗德尼 - 乔治·罗斯 - 本杰明·拉什 | - 爱德华·拉特利奇 - 罗杰·谢尔曼 - 詹姆斯·史密斯 - 理查德·斯托克顿 - 托马斯·斯通 - 乔治·泰勒 - 马修·桑顿 - 乔治·沃尔顿 - 威廉·惠普尔 - 威廉·威廉斯 - 詹姆斯·威尔逊 - 约翰·威瑟斯庞 - 奥利弗·沃尔科特 - 乔治·威思 |

## 制宪会议代表

### 签字人
| - 大卫·布瑞利 - 乔纳森·戴顿 - 威廉·利文斯顿 - 威廉·帕特森 - 理查德·巴塞特 - 小甘宁·贝德福 - 雅各布·布朗 - 约翰·迪金森 - 喬治·里德 - 亚伯拉罕·鲍德温 - 威廉·费 | - 威廉·休斯顿 - 威廉·皮尔斯 - 丹尼尔·卡罗尔 - 詹姆斯·麦克亨利 - 圣托马斯·珍尼弗·丹尼尔 - 皮尔斯·巴特勒 - 查尔斯·科特斯沃斯·平克尼 - 查尔斯·平克尼 - 约翰·拉特利奇 - 尼古拉斯·吉尔曼 - 约翰·兰顿 | - 威廉·塞缪尔·约翰逊 - 罗杰·谢尔曼 - 亚历山大·汉密尔顿 - 罗伯特·叶茨 - 威廉·布朗特 - 理查德·多布斯·斯派特 - 休·威廉森 - 詹姆斯·麦迪逊 - 乔治·华盛顿 - 小约翰·布莱尔 | - 本杰明·富兰克林 - 乔治·克莱默 - 托马斯·费兹西蒙斯 - 贾瑞德·英格索尔 - 托马斯·米弗林 - 古弗尼尔·莫里斯 - 罗伯特·莫里斯 - 詹姆斯·威尔森 - 内森尼尔·哥尔汉姆 - 鲁弗斯·金 |

### 未签字人
| - 卡里布·斯壮 - 埃尔布里奇·格里 - 乔治·梅森 - 詹姆斯·麦克鲁格 | - 埃德蒙·伦道夫 - 乔治·魏瑟 - 威廉·休斯顿 | - 路德·马丁 - 约翰·弗朗西斯·梅瑟 - 奥利弗·埃尔斯沃思 | - 约翰·兰辛 - 威廉·理查森·戴夫 - 亚历山大·马丁 |